# Irene Dyk-Ploss
Irene Josefa Dyk-Ploss (* 29. August 1947 als Irene Josefa Bichlbauer in Bad Goisern) ist eine österreichische Hochschullehrerin und Politikerin (ÖVP). Sie war von 1979 bis 1996 Abgeordnete zum Oberösterreichischen Landtag. Sie zählt zu den bedeutendsten Frauen- und Sozialpolitikerinnen Oberösterreichs.

## Leben
Irene Dyk-Ploss besuchte die Volksschule in Traunkirchen, anschließend die Haupt- und Mittelschule in Gmunden. Ab 1966 studierte sie an der Universität Linz Soziologie und schloss 1974 mit dem Doktorat ab. Schon ab 1970 war Dyk-Ploss Assistentin am Österreichischen Institut für Arbeitsmarktpolitik, dem sie bis 1992 angehörte; seit 1978 war sie Lektorin. 1981 habilitierte sie sich für Gesellschaftspolitik. Von 1992 bis 1997 war Dyk-Ploss am Zentrum für Fernstudien tätig, ab 1995 als Professorin für Gesellschaftspolitik und Fernstudienentwicklung. Ab 1997 war sie Professorin am Institut für Gesellschafts- und Sozialpolitik, wo sie Lehrgänge für Gesundheitsberufe leitete. Zwischen 2001 und 2003 entwickelte Dyk-Ploss zusammen mit Brigitte Kepplinger ein Seminar zum Thema „Geschichte und Demokratie“, das als Diversionsprojekt für rechtsextreme Jugendliche angeboten wurde. 2009 wurde sie emeritiert.
Daneben war Dyk-Ploss in der Erwachsenenbildung, der politischen Bildung und in der Ausbildung von Sozialarbeitern tätig, wirkte nebenberuflich als Kolumnistin und gründete bzw. leitete unterschiedliche Sozialeinrichtungen wie die Aktion „Allein mit dem Kind“ und den Verein „Kinderschutzzentrum Linz“, das erste Kinderschutzzentrum in Österreich. Zudem war sie Präsidiumsmitglied der Pfadfinder Oberösterreich. Seit 2003 ist Dyk-Ploss Vorsitzende des Gewaltpräventionsbeirates im Innenministerium.
Dyk-Ploss heiratete 1970 den Linzer Beamten und Politiker Reinhard Dyk; mit ihm hat sie eine Tochter. Nach ihrer Scheidung heiratete sie ein zweites Mal.

## Politik
Dyk-Ploss war Mitglied des Stadtparteivorstandes der ÖVP Linz, der ÖVP-Landesleitung und der Bundesparteileitung. Sie war stellvertretende Vorsitzende im gesellschaftspolitischen Forum der ÖVP und stellvertretende Obfrau des Akademikerbundes Oberösterreich, zudem Mitglied der Bezirksleitung des ÖAAB Linz, stellvertretende Obfrau des ÖAAB Oberösterreich und Mitglied der Bundesleitung.
Von 1979 bis 1996 war Dyk-Ploss Mitglied des Oberösterreichischen Landtages, zuletzt als Obfrau des Rechtsbereinigungsausschusses.
Innerhalb der ÖVP galt Dyk-Ploss als progressiv; sie bezeichnet sich selbst als „linke Emanze“. Die geschlechtergerechte Sprache betrachtet sie als „Blödsinn“, der „weniger sei als ein Symbol“.

## Veröffentlichungen (Auswahl)
- Berufsmobilität und Berufseinstellung männlicher Arbeitnehmer (= Arbeitsmarktpolitik. Band 13). Österreichisches Institut für Arbeitsmarktpolitik, Linz 1973, LCCN 74-337529.
- Wissenschaftstransfer: die Beziehungen zwischen Theorie, Forschung und Praxis am Beispiel der Human Relations (= Beiträge zur Sozialforschung. Band 6). Universität Linz, Linz 1975, LCCN 76-476899 (Dissertation).
- Probleme der Teilzeitbeschäftigung von Frauen (= Arbeitsmarktpolitik. Band 24). Österreichisches Institut für Arbeitsmarktpolitik, Linz 1978, LCCN 79-398360.
- Gesellschaftspolitische Aspekte der Planung. Zielgenese und -transformation. Duncker & Humblot, Berlin 1981, ISBN 3-428-05046-0.
- Entwicklungsmuster neuer Berufe (= Arbeitsmarktpolitik. Band 35). Österreichisches Institut für Arbeitsmarktpolitik, Linz 1990, DNB 910638276.
- mit E. Nimmervoll: Bürgererwartungen an KommunalpolitikerInnen in Oberösterreich. Linz 1998.
- Irene Dyk-Ploss (Hrsg.): Hilfe. Lebens-Risiken, Lebens-Chancen – soziale Sicherheit in Österreich. Trauner, Linz 2015, ISBN 978-3-99033-480-5.

## Auszeichnungen
- 1976: Leopold-Kunschak-Preis für Wissenschaft
- 1986: Goldenes Ehrenzeichen des ÖAAB
- 2011: Ehrenpreis des Erwin-Wenzl-Preises[4]